# Primera División 1986-1987 (Spagna)
La Primera División 1986-1987 è stata la 56ª edizione della massima serie del campionato spagnolo di calcio, disputato tra il 30 agosto 1986 e il 21 giugno 1987 e concluso con la vittoria del Real Madrid, al suo ventiduesimo titolo, il secondo consecutivo.
Capocannoniere del torneo è stato Hugo Sánchez (Real Madrid) con 34 reti.

## Stagione

### Novità
Il precampionato vide l'introduzione di un'importante modifica nel formato del torneo finalizzata all'aumento a 20 partecipanti previsto per la stagione successiva: al termine della stagione regolare, che si sarebbe svolta nella stessa modalità delle precedenti edizioni (girone all'italiana con 18 squadre che si svolgono con la formula di andata e ritorno), la classifica viene divisa in tre parti:
- Girone A: riservato alle prime sei classificate, definirà la vincitrice del campionato e le squadre che avrebbero avuto accesso alle coppe europee.[2]
- Girone B: riservato alle squadre classificatesi tra il settimo e il dodicesimo posto, definirà le posizioni di centroclassifica.[2]
- Girone C: riservato alle ultime sei classificate. Le squadre piazzatesi nelle ultime tre posizioni avrebbero avuto l'accesso ad un ulteriore play-out in cui, la squadra classificatasi all'ultimo posto, sarebbe retrocessa in Segunda División.[2]

Per quanto riguarda i movimenti dei giocatori e degli allenatori, i campioni uscenti del Real Madrid confermarono il proprio organico, affidando a Francisco Buyo il ruolo di portiere titolare e assumendo l'olandese Leo Beenhakker alla guida tecnica. Real Sociedad, Real Murcia e Cadice rinnovarono notevolmente le proprie rose, con questi ultimi che si assicurarono giocatori di esperienza internazionale come Mágico González e Juan Ramón Carrasco. L'Athletic Bilbao rimediò alle partenze di Julio Salinas (acquistato da un Atlético Madrid costretto a chiamare Vicente Miera in sostituzione di Luis Aragonés, dimessosi per motivi di salute) e di Andoni Zubizarreta (prelevato dal Barcellona assieme a Mark Hughes e Gary Lineker) attingendo dalla propria cantera.

### Avvenimenti
In questo contesto si disputò la stagione più lunga della storia del campionato di calcio spagnolo, svoltasi tra il 30 agosto 1986 e il 21 giugno 1987: durante la prima fase vi fu lotta al vertice tra Barcellona e Real Madrid, con le merengues che, acquisito il comando della classifica a partire dalla trentesima giornata, conclusero in testa. Per quanto riguarda la lotta per il sesto posto, ultimo utile per la qualificazione al Gruppo A, ne uscì favorito il Real Saragozza, che bruciò l'Atlético Madrid all'ultimo turno. Stessa situazione anche per la lotta per l'ultimo posto utile per la qualificazione al Gruppo B, che vide sfavorito l'Athletic Bilbao, sopravanzato all'ultimo turno dal Real Murcia.
Nella seconda fase della stagione, il Real Madrid mantenne la testa della classifica anche nel Gruppo A vincendo il suo secondo titolo consecutivo, mentre lo Sporting Gijón staccò il Real Saragozza all'ultima giornata, ottenendo l'ultimo posto utile per la qualificazione in Coppa UEFA (appannaggio anche del Barcellona e dell'Español). Nel Gruppo C non riuscì l'aggancio dell'Osasuna nei confronti del Sabadell, avvantaggiato negli scontri diretti. La squadra di Pamplona dovette quindi disputare i playoff per la retrocessione assieme al Cadice e al Racing Santander. Fu quest'ultima squadra a retrocedere in Segunda División, arrivando ultimo nel girone di playoff.

## Squadre partecipanti
| Club             | Stagione | Città                      | Stadio                | Stagione precedente                    |
| ---------------- | -------- | -------------------------- | --------------------- | -------------------------------------- |
| Athletic Bilbao  | dettagli | Bilbao                     | San Mamés             | 3º posto in Primera División           |
| Atlético Madrid  | dettagli | Madrid                     | Manzanares            | 5º posto in Primera División           |
| Barcellona       | dettagli | Barcellona                 | Nou Camp              | 2º posto in Primera División           |
| Real Betis       | dettagli | Siviglia                   | Benito Villamarín     | 8º posto in Primera División           |
| Cadice           | dettagli | Cadice                     | Ramón de Carranza     | 15º posto in Primera División          |
| Español          | dettagli | Barcellona                 | Sarriá                | 11º posto in Primera División          |
| Las Palmas       | dettagli | Las Palmas de Gran Canaria | Insular               | 13º posto in Primera División          |
| Maiorca          | dettagli | Palma di Maiorca           | Son Moix              | 3º posto in Segunda División, promosso |
| Real Murcia      | dettagli | Murcia                     | La Condomina          | 1º posto in Segunda División, promosso |
| Osasuna          | dettagli | Pamplona                   | Reyno de Navarra      | 14º posto in Primera División          |
| Racing Santander | dettagli | Santander                  | El Sardinero          | 12º posto in Primera División          |
| Real Madrid      | dettagli | Madrid                     | Santiago Bernabéu     | 1º posto in Primera División           |
| Real Sociedad    | dettagli | San Sebastián              | Atocha                | 7º posto in Primera División           |
| Sabadell         | dettagli | Sabadell                   | Nova Creu Alta        | 2º posto in Segunda División, promosso |
| Siviglia         | dettagli | Siviglia                   | Ramón Sánchez Pizjuán | 9º posto in Primera División           |
| Sporting Gijón   | dettagli | Gijón                      | El Molinón            | 6º posto in Primera División           |
| Real Valladolid  | dettagli | Valladolid                 | José Zorrilla         | 10º posto in Primera División          |
| Real Saragozza   | dettagli | Saragozza                  | La Romareda           | 4º posto in Primera División           |

## Allenatori e primatisti
| Squadra          | Allenatore                                                                                                 | Calciatore più presente | Cannoniere |
| ---------------- | --- | ----------------------- | ---------- |
| Athletic Bilbao  | José Ángel Iribar                                                                                          |                         |            |
| Atlético Madrid  | Vicente Miera (1ª-8ª) Jesús Martínez Jayo (9ª-25ª) Luis Aragonés (26ª-44ª)                                 |                         |            |
| Barcellona       | Terry Venables                                                                                             |                         |            |
| Betis            | Luis Del Sol                                                                                               |                         |            |
| Cadice           | Manuel Cardo (1ª-31ª) Dragoljub Milosević (32ª-42ª) David Vidal (43ª-44ª)                                  |                         |            |
| Español          | Javier Clemente                                                                                            |                         |            |
| Las Palmas       | Ferenć Kovács (1ª-29ª) Germán Dévora (30ª-44ª)                                                             |                         |            |
| Maiorca          | Llorenç Serra Ferrer                                                                                       |                         |            |
| Osasuna          | Ivan Brzić (1ª-11ª) Pedro María Zabalza (12ª-44ª)                                                          |                         |            |
| Racing Santander | José María Maguregui                                                                                       |                         |            |
| Real Madrid      | Leo Beenhakker                                                                                             |                         |            |
| Real Murcia      | Vicente Campillo (1ª-7ª) Ladislao Kubala (8ª-20ª) Antal Dunai (21ª-44ª)                                    |                         |            |
| Real Saragozza   | Luis Costa Juan                                                                                            |                         |            |
| Real Sociedad    | John Toshack                                                                                               |                         |            |
| Real Valladolid  | Vicente Cantatore (1ª) Xabier Azkargorta (2ª-27ª) Antonio Sánchez Santos (28ª) José Pérez García (29ª-44ª) |                         |            |
| Sabadell         | Pedro María Uribarri (1ª-10ª) José Martínez (11ª-44ª)                                                      |                         |            |
| Siviglia         | Jock Wallace                                                                                               |                         |            |
| Sporting Gijón   | José Manuel Díaz                                                                                           |                         |            |

## Prima fase

### Classifica finale
|  | Pos. | Squadra          | Pt | G  | V  | N  | P  | GF | GS | DR  |
|  | ---- | ---------------- | -- | -- | -- | -- | -- | -- | -- | --- |
|  | 1.   | Real Madrid      | 50 | 34 | 20 | 10 | 4  | 61 | 29 | +32 |
|  | 2.   | Barcellona       | 49 | 34 | 18 | 13 | 3  | 51 | 22 | +29 |
|  | 3.   | Español          | 43 | 34 | 17 | 9  | 8  | 52 | 30 | +22 |
|  | 4.   | Sporting Gijón   | 37 | 34 | 14 | 9  | 11 | 47 | 36 | +11 |
|  | 5.   | Maiorca          | 36 | 34 | 14 | 8  | 12 | 42 | 46 | -4  |
|  | 6.   | Real Saragozza   | 36 | 34 | 13 | 10 | 11 | 31 | 30 | +1  |
|  | 7.   | Atlético Madrid  | 35 | 34 | 13 | 9  | 12 | 37 | 40 | -3  |
|  | 8.   | Real Betis       | 34 | 34 | 13 | 8  | 13 | 36 | 43 | -7  |
|  | 9.   | Siviglia         | 34 | 34 | 13 | 8  | 13 | 41 | 35 | +6  |
|  | 10.  | Real Sociedad    | 34 | 34 | 13 | 8  | 13 | 45 | 35 | +10 |
|  | 11.  | Real Murcia      | 32 | 34 | 13 | 6  | 15 | 31 | 43 | -12 |
|  | 12.  | Real Valladolid  | 31 | 34 | 11 | 9  | 14 | 31 | 32 | -1  |
|  | 13.  | Athletic Bilbao  | 31 | 34 | 11 | 9  | 14 | 39 | 40 | -1  |
|  | 14.  | Las Palmas       | 29 | 34 | 11 | 7  | 16 | 41 | 48 | -7  |
|  | 15.  | Osasuna          | 27 | 34 | 8  | 11 | 15 | 24 | 40 | -16 |
|  | 16.  | Racing Santander | 26 | 34 | 9  | 8  | 17 | 31 | 49 | -18 |
|  | 17.  | Sabadell         | 25 | 34 | 7  | 11 | 16 | 28 | 50 | -22 |
|  | 18.  | Cadice           | 23 | 34 | 8  | 7  | 19 | 22 | 42 | -20 |

Legenda:

      Ammesse al Gruppo A della fase finale

      Ammesse al Gruppo B della fase finale

      Ammesse al Gruppo C della fase finale

Regolamento:
Due punti a vittoria, uno a pareggio, zero a sconfitta.
In caso di arrivo di due o più squadre a pari punti, la graduatoria verrà stilata secondo la classifica avulsa tra le squadre interessate che prevede, in ordine, i seguenti criteri:
- Punti negli scontri diretti.
- Differenza reti negli scontri diretti.
- Differenza reti generale.
- Reti realizzate in generale.

### Risultati

#### Tabellone
|                  | Ath  | Atm  | Bar  | Bet  | Cad  | Esp  | Lpa  | Mai  | Mur  | Osa  | Rac  | Rma  | RSa  | RSo  | RVa  | Sab  | Siv  | Spg  |
| ---------------- | ---- | ---- | ---- | ---- | ---- | ---- | ---- | ---- | ---- | ---- | ---- | ---- | ---- | ---- | ---- | ---- | ---- | ---- |
| Athletic Bilbao  | –––– | 3-0  | 2-2  | 0-0  | 0-0  | 2-1  | 3-0  | 2-1  | 2-0  | 4-1  | 1-2  | 1-2  | 1-0  | 1-1  | 1-0  | 4-2  | 0-1  | 0-0  |
| Atlético Madrid  | 2-0  | –––– | 0-4  | 1-1  | 2-0  | 1-1  | 1-1  | 3-1  | 2-0  | 1-0  | 0-1  | 1-1  | 2-1  | 1-0  | 1-0  | 1-1  | 0-2  | 1-0  |
| Barcellona       | 4-1  | 1-1  | –––– | 2-0  | 2-0  | 1-0  | 4-0  | 3-1  | 2-0  | 4-2  | 2-0  | 3-2  | 0-0  | 1-0  | 3-0  | 3-1  | 1-0  | 0-4  |
| Real Betis       | 0-0  | 2-1  | 0-1  | –––– | 4-1  | 2-0  | 3-1  | 1-0  | 3-1  | 0-0  | 2-0  | 2-6  | 0-1  | 1-0  | 2-1  | 1-0  | 0-0  | 1-0  |
| Cadice           | 1-0  | 0-1  | 0-1  | 1-1  | –––– | 0-2  | 1-2  | 1-0  | 0-1  | 0-0  | 3-0  | 0-0  | 0-1  | 1-0  | 1-1  | 3-1  | 2-0  | 2-0  |
| Español          | 2-1  | 2-1  | 1-1  | 3-1  | 1-0  | –––– | 3-1  | 3-1  | 2-0  | 1-0  | 2-0  | 0-0  | 2-0  | 2-2  | 1-0  | 3-1  | 5-1  | 0-0  |
| Las Palmas       | 2-1  | 2-1  | 0-0  | 0-0  | 5-0  | 3-2  | –––– | 3-0  | 1-1  | 2-0  | 3-2  | 0-1  | 1-1  | 0-1  | 2-0  | 0-0  | 2-1  | 3-4  |
| Maiorca          | 1-1  | 4-3  | 1-1  | 3-1  | 0-1  | 1-1  | 4-0  | –––– | 1-0  | 0-0  | 3-1  | 1-0  | 2-0  | 1-0  | 3-2  | 1-0  | 1-1  | 1-0  |
| Real Murcia      | 2-0  | 2-1  | 1-0  | 3-0  | 1-0  | 1-4  | 1-0  | 2-0  | –––– | 0-0  | 2-1  | 1-3  | 1-2  | 1-2  | 1-0  | 2-0  | 2-1  | 2-0  |
| Osasuna          | 0-1  | 0-2  | 0-2  | 2-1  | 3-0  | 1-0  | 2-1  | 0-0  | 0-0  | –––– | 2-0  | 1-0  | 1-0  | 1-3  | 1-0  | 1-1  | 1-1  | 0-2  |
| Racing Santander | 2-1  | 1-1  | 0-0  | 2-0  | 2-1  | 1-3  | 1-0  | 1-2  | 1-1  | 1-1  | –––– | 0-0  | 1-2  | 1-0  | 0-0  | 3-0  | 2-0  | 1-2  |
| Real Madrid      | 2-4  | 4-1  | 1-1  | 3-0  | 2-1  | 1-0  | 1-1  | 3-0  | 1-0  | 2-1  | 3-0  | –––– | 3-1  | 1-0  | 2-1  | 4-0  | 2-1  | 2-2  |
| Real Saragozza   | 0-0  | 1-0  | 2-0  | 2-3  | 1-0  | 0-0  | 2-1  | 0-0  | 0-0  | 1-0  | 4-1  | 2-2  | –––– | 1-0  | 0-0  | 2-1  | 2-0  | 1-1  |
| Real Sociedad    | 2-1  | 0-1  | 1-1  | 1-0  | 4-0  | 3-3  | 2-1  | 7-1  | 1-1  | 2-0  | 1-1  | 0-2  | 1-0  | –––– | 1-2  | 4-1  | 0-2  | 2-1  |
| Real Valladolid  | 2-0  | 0-0  | 0-0  | 2-1  | 1-1  | 1-0  | 2-1  | 0-1  | 4-0  | 1-1  | 2-0  | 1-1  | 1-1  | 1-0  | –––– | 1-0  | 1-0  | 2-0  |
| Sabadell         | 0-0  | 0-2  | 1-1  | 1-1  | 1-0  | 1-1  | 1-0  | 1-3  | 1-0  | 3-1  | 1-1  | 0-1  | 1-0  | 2-2  | 1-0  | –––– | 2-2  | 0-0  |
| Siviglia         | 3-1  | 3-0  | 0-0  | 1-2  | 0-0  | 1-0  | 1-0  | 2-1  | 4-0  | 1-1  | 2-0  | 0-1  | 3-0  | 1-1  | 2-1  | 0-1  | –––– | 3-0  |
| Sporting Gijón   | 2-0  | 1-1  | 0-0  | 3-0  | 2-1  | 0-1  | 1-2  | 2-2  | 4-1  | 3-0  | 2-1  | 2-2  | 1-0  | 0-1  | 3-1  | 2-1  | 3-1  | –––– |

### Statistiche

#### Squadre

##### Classifica in divenire
|                  | 1ª | 2ª | 3ª | 4ª | 5ª | 6ª | 7ª | 8ª | 9ª | 10ª | 11ª | 12ª | 13ª | 14ª | 15ª | 16ª | 17ª | 18ª | 19ª | 20ª | 21ª | 22ª | 23ª | 24ª | 25ª | 26ª | 27ª | 28ª | 29ª | 30ª | 31ª | 32ª | 33ª | 34ª |
|                  |    |    |    |    |    |    |    |    |    |     |     |     |     |     |     |     |     |     |     |     |     |     |     |     |     |     |     |     |     |     |     |     |     |     |
| ---------------- | -- | -- | -- | -- | -- | -- | -- | -- | -- | --- | --- | --- | --- | --- | --- | --- | --- | --- | --- | --- | --- | --- | --- | --- | --- | --- | --- | --- | --- | --- | --- | --- | --- | --- |
| Athletic Bilbao  | 0  | 2  | 3  | 4  | 6  | 7  | 7  | 9  | 9  | 11  | 11  | 13  | 15  | 17  | 19  | 19  | 21  | 22  | 23  | 24  | 24  | 26  | 26  | 26  | 28  | 29  | 30  | 30  | 30  | 30  | 30  | 30  | 32  | 32  |
| Atlético Madrid  | 1  | 2  | 4  | 4  | 5  | 7  | 9  | 11 | 13 | 13  | 14  | 14  | 16  | 17  | 19  | 20  | 21  | 21  | 21  | 21  | 23  | 23  | 25  | 26  | 27  | 27  | 27  | 27  | 29  | 31  | 33  | 35  | 35  | 35  |
| Barcellona       | 2  | 3  | 5  | 6  | 8  | 9  | 11 | 12 | 14 | 15  | 17  | 18  | 19  | 21  | 23  | 24  | 25  | 26  | 28  | 30  | 32  | 33  | 35  | 36  | 38  | 39  | 41  | 42  | 42  | 42  | 44  | 45  | 47  | 49  |
| Real Betis       | 2  | 4  | 5  | 5  | 5  | 5  | 7  | 8  | 11 | 13  | 14  | 16  | 16  | 16  | 16  | 18  | 19  | 20  | 21  | 22  | 23  | 25  | 25  | 27  | 27  | 29  | 29  | 29  | 31  | 31  | 32  | 32  | 34  | 34  |
| Cadice           | 0  | 1  | 1  | 3  | 5  | 5  | 7  | 8  | 10 | 11  | 12  | 12  | 12  | 12  | 14  | 14  | 15  | 17  | 17  | 17  | 17  | 19  | 19  | 19  | 21  | 22  | 23  | 23  | 23  | 23  | 23  | 23  | 23  | 23  |
| Español          | 1  | 3  | 3  | 4  | 5  | 7  | 8  | 10 | 10 | 12  | 13  | 15  | 16  | 18  | 18  | 20  | 20  | 22  | 24  | 26  | 28  | 30  | 30  | 31  | 31  | 32  | 34  | 36  | 38  | 40  | 40  | 42  | 42  | 43  |
| Las Palmas       | 2  | 3  | 5  | 5  | 6  | 6  | 6  | 7  | 7  | 9   | 9   | 11  | 11  | 13  | 13  | 15  | 15  | 15  | 15  | 15  | 16  | 18  | 20  | 21  | 21  | 21  | 21  | 22  | 22  | 24  | 26  | 27  | 27  | 29  |
| Maiorca          | 1  | 2  | 4  | 6  | 6  | 8  | 9  | 9  | 11 | 11  | 12  | 12  | 14  | 15  | 17  | 17  | 19  | 20  | 20  | 22  | 22  | 22  | 24  | 24  | 25  | 27  | 29  | 29  | 31  | 31  | 33  | 34  | 36  | 36  |
| Osasuna          | 1  | 2  | 3  | 4  | 4  | 5  | 7  | 7  | 8  | 9   | 9   | 9   | 9   | 11  | 11  | 11  | 11  | 12  | 13  | 15  | 15  | 16  | 16  | 16  | 18  | 20  | 21  | 23  | 25  | 26  | 27  | 27  | 27  | 29  |
| Racing Santander | 0  | 1  | 1  | 1  | 3  | 3  | 5  | 5  | 6  | 6   | 7   | 7   | 7   | 7   | 9   | 10  | 11  | 12  | 14  | 14  | 16  | 17  | 19  | 21  | 22  | 22  | 22  | 22  | 26  | 26  | 26  | 26  | 28  | 28  |
| Real Madrid      | 2  | 3  | 4  | 6  | 8  | 10 | 10 | 11 | 12 | 14  | 15  | 17  | 19  | 19  | 20  | 21  | 23  | 25  | 27  | 28  | 29  | 31  | 33  | 35  | 35  | 37  | 37  | 39  | 41  | 43  | 45  | 47  | 49  | 50  |
| Real Murcia      | 0  | 0  | 0  | 2  | 2  | 2  | 2  | 2  | 3  | 5   | 6   | 8   | 10  | 12  | 12  | 14  | 14  | 14  | 14  | 16  | 17  | 19  | 20  | 22  | 23  | 24  | 24  | 26  | 26  | 28  | 28  | 30  | 30  | 32  |
| Real Saragozza   | 2  | 2  | 3  | 3  | 4  | 5  | 7  | 7  | 7  | 7   | 7   | 8   | 9   | 12  | 12  | 14  | 14  | 14  | 15  | 16  | 17  | 17  | 18  | 19  | 20  | 22  | 24  | 26  | 26  | 27  | 28  | 29  | 31  | 33  |
| Real Sociedad    | 2  | 3  | 3  | 4  | 4  | 4  | 5  | 7  | 9  | 11  | 13  | 13  | 13  | 15  | 15  | 16  | 16  | 16  | 18  | 19  | 21  | 21  | 21  | 22  | 23  | 25  | 27  | 27  | 29  | 29  | 30  | 31  | 31  | 33  |
| Real Valladolid  | 0  | 2  | 3  | 5  | 7  | 8  | 8  | 10 | 10 | 11  | 11  | 13  | 13  | 14  | 15  | 15  | 17  | 19  | 19  | 20  | 20  | 22  | 23  | 24  | 24  | 24  | 25  | 27  | 27  | 29  | 29  | 29  | 31  | 31  |
| Sabadell         | 0  | 1  | 2  | 3  | 3  | 3  | 3  | 3  | 4  | 4   | 6   | 6   | 7   | 7   | 9   | 9   | 10  | 11  | 11  | 13  | 13  | 14  | 14  | 16  | 17  | 19  | 20  | 20  | 20  | 21  | 23  | 24  | 25  | 25  |
| Siviglia         | 0  | 0  | 2  | 3  | 3  | 5  | 6  | 7  | 8  | 10  | 12  | 12  | 12  | 12  | 14  | 14  | 16  | 18  | 19  | 20  | 21  | 22  | 22  | 24  | 24  | 24  | 26  | 28  | 30  | 30  | 32  | 32  | 34  | 34  |
| Sporting Gijón   | 2  | 2  | 3  | 4  | 6  | 8  | 8  | 10 | 10 | 10  | 12  | 13  | 15  | 16  | 16  | 18  | 18  | 19  | 20  | 21  | 21  | 21  | 21  | 22  | 23  | 25  | 25  | 27  | 29  | 31  | 31  | 33  | 34  | 36  |

## Seconda fase

### Gruppo A

#### Classifica finale
|  | Pos. | Squadra        | Pt | G  | V  | N  | P  | GF | GS | DR  |
|  | ---- | -------------- | -- | -- | -- | -- | -- | -- | -- | --- |
|  | 1.   | Real Madrid    | 66 | 44 | 27 | 12 | 5  | 84 | 37 | +47 |
|  | 2.   | Barcellona     | 63 | 44 | 24 | 15 | 5  | 63 | 29 | +34 |
|  | 3.   | Español        | 51 | 44 | 20 | 11 | 13 | 66 | 46 | +20 |
|  | 4.   | Sporting Gijón | 45 | 44 | 16 | 13 | 15 | 58 | 50 | +8  |
|  | 5.   | Real Saragozza | 44 | 44 | 15 | 14 | 15 | 46 | 47 | -1  |
|  | 6.   | Maiorca        | 42 | 44 | 15 | 12 | 17 | 48 | 65 | -17 |

Legenda:
      Campione di Spagna ed ammessa alla Coppa dei Campioni 1987-1988.
      Ammesse alla Coppa UEFA 1987-1988.
Regolamento:
Due punti a vittoria, uno a pareggio, zero a sconfitta.
In caso di arrivo di due o più squadre a pari punti, la graduatoria verrà stilata secondo la classifica avulsa tra le squadre interessate che prevede, in ordine, i seguenti criteri:
- Punti negli scontri diretti.
- Differenza reti negli scontri diretti.
- Differenza reti generale.
- Reti realizzate in generale.

#### Risultati
|                | Bar  | Esp  | Mai  | Rma  | Rsa  | Spg  |
| -------------- | ---- | ---- | ---- | ---- | ---- | ---- |
| Barcellona     | –––– | 2-1  | 1-0  | 2-1  | 3-2  | 2-0  |
| Español        | 0-0  | –––– | 5-0  | 2-3  | 2-1  | 2-1  |
| Maiorca        | 0-1  | 1-0  | –––– | 0-4  | 2-2  | 1-1  |
| Real Madrid    | 0-0  | 2-2  | 3-0  | –––– | 2-1  | 4-0  |
| Real Saragozza | 2-1  | 2-0  | 1-1  | 1-3  | –––– | 2-2  |
| Sporting Gijón | 1-0  | 4-0  | 1-1  | 0-1  | 1-1  | –––– |

#### Statistiche

##### Classifica in divenire
|                | 35ª | 36ª | 37ª | 38ª | 39ª | 40ª | 41ª | 42ª | 43ª | 44ª |
|                |     |     |     |     |     |     |     |     |     |     |
| -------------- | --- | --- | --- | --- | --- | --- | --- | --- | --- | --- |
| Barcellona     | 50  | 52  | 53  | 55  | 55  | 57  | 59  | 61  | 61  | 63  |
| Español        | 45  | 45  | 46  | 46  | 46  | 46  | 48  | 48  | 50  | 51  |
| Maiorca        | 37  | 37  | 37  | 39  | 40  | 41  | 41  | 41  | 41  | 42  |
| Real Madrid    | 51  | 53  | 55  | 57  | 59  | 59  | 61  | 63  | 65  | 66  |
| Real Saragozza | 34  | 36  | 37  | 37  | 39  | 40  | 40  | 41  | 41  | 41  |
| Sporting Gijón | 36  | 36  | 37  | 37  | 38  | 40  | 40  | 41  | 43  | 44  |

### Gruppo B

#### Classifica finale
|        | Pos. | Squadra         | Pt | G  | V  | N  | P  | GF | GS | DR  |
| ------ | ---- | --------------- | -- | -- | -- | -- | -- | -- | -- | --- |
|        | 7.   | Atlético Madrid | 47 | 44 | 18 | 11 | 15 | 58 | 54 | +4  |
| [ 10 ] | 8.   | Real Sociedad   | 47 | 44 | 19 | 9  | 16 | 59 | 54 | +5  |
|        | 9.   | Real Betis      | 45 | 44 | 18 | 9  | 17 | 61 | 59 | +2  |
|        | 10.  | Real Valladolid | 41 | 44 | 15 | 11 | 18 | 42 | 45 | -3  |
|        | 11.  | Real Murcia     | 41 | 44 | 17 | 7  | 20 | 50 | 63 | -13 |
|        | 12.  | Siviglia        | 39 | 44 | 14 | 11 | 19 | 51 | 53 | -2  |

Legenda:
      Ammesse alla Coppa delle Coppe 1986-1987.
Regolamento:
Due punti a vittoria, uno a pareggio, zero a sconfitta.
In caso di arrivo di due o più squadre a pari punti, la graduatoria verrà stilata secondo la classifica avulsa tra le squadre interessate che prevede, in ordine, i seguenti criteri:
- Punti negli scontri diretti.
- Differenza reti negli scontri diretti.
- Differenza reti generale.
- Reti realizzate in generale.

#### Risultati
|                 | Atm  | Bet  | Mur  | Rso  | Val  | Siv  |
| --------------- | ---- | ---- | ---- | ---- | ---- | ---- |
| Atlético Madrid | –––– | 3-2  | 4-2  | 5-1  | 0-1  | 2-0  |
| Real Betis      | 2-1  | –––– | 5-0  | 5-1  | 3-2  | 1-2  |
| Real Murcia     | 1-2  | 3-2  | –––– | 4-0  | 4-1  | 2-0  |
| Real Sociedad   | 2-1  | 2-1  | 2-1  | –––– | 2-0  | 2-1  |
| Real Valladolid | 1-1  | 1-1  | 2-0  | 0-1  | –––– | 1-0  |
| Siviglia        | 2-2  | 1-3  | 2-2  | 1-1  | 1-2  | –––– |

#### Statistiche

##### Classifica in divenire
|                 | 35ª | 36ª | 37ª | 38ª | 39ª | 40ª | 41ª | 42ª | 43ª | 44ª |
|                 |     |     |     |     |     |     |     |     |     |     |
| --------------- | --- | --- | --- | --- | --- | --- | --- | --- | --- | --- |
| Atlético Madrid | 37  | 39  | 40  | 40  | 42  | 44  | 45  | 45  | 47  | 47  |
| Real Betis      | 34  | 36  | 38  | 40  | 40  | 42  | 42  | 42  | 43  | 45  |
| Real Murcia     | 32  | 32  | 32  | 34  | 34  | 34  | 36  | 38  | 39  | 41  |
| Real Sociedad   | 36  | 38  | 40  | 42  | 43  | 43  | 45  | 45  | 45  | 47  |
| Real Valladolid | 33  | 33  | 34  | 34  | 36  | 38  | 38  | 40  | 41  | 42  |
| Siviglia        | 34  | 34  | 34  | 34  | 35  | 35  | 36  | 38  | 39  | 40  |

### Gruppo C

#### Classifica finale
|  | Pos. | Squadra          | Pt | G  | V  | N  | P  | GF | GS | DR  |
|  | ---- | ---------------- | -- | -- | -- | -- | -- | -- | -- | --- |
|  | 13.  | Athletic Bilbao  | 42 | 44 | 15 | 12 | 17 | 51 | 50 | +1  |
|  | 14.  | Las Palmas       | 41 | 44 | 16 | 9  | 19 | 59 | 67 | -8  |
|  | 15.  | Sabadell         | 38 | 44 | 12 | 14 | 18 | 38 | 59 | -21 |
|  | 16.  | Osasuna          | 38 | 44 | 12 | 14 | 18 | 40 | 48 | -8  |
|  | 17.  | Racing Santander | 33 | 44 | 12 | 9  | 23 | 46 | 66 | -20 |
|  | 18.  | Cadice           | 29 | 44 | 10 | 9  | 25 | 31 | 59 | -28 |

Legenda:
  Ammessa ai play-out.
      Retrocesse in Segunda División 1982-1983.
Regolamento:
Due punti a vittoria, uno a pareggio, zero a sconfitta.
In caso di arrivo di due o più squadre a pari punti, la graduatoria verrà stilata secondo la classifica avulsa tra le squadre interessate che prevede, in ordine, i seguenti criteri:
- Punti negli scontri diretti.
- Differenza reti negli scontri diretti.
- Differenza reti generale.
- Reti realizzate in generale.

#### Risultati
|                  | Ath  | Cad  | Lpa  | Osa  | Rsa  | Sab  |
| ---------------- | ---- | ---- | ---- | ---- | ---- | ---- |
| Athletic Bilbao  | –––– | 1-0  | 4-1  | 0-2  | 3-1  | 1-1  |
| Cadice           | 1-1  | –––– | 2-4  | 1-0  | 2-1  | 0-0  |
| Las Palmas       | 1-2  | 2-1  | –––– | 1-1  | 3-2  | 1-1  |
| Osasuna          | 0-0  | 3-2  | 4-0  | –––– | 4-0  | 0-1  |
| Racing Santander | 2-0  | 3-0  | 1-3  | 1-1  | –––– | 4-0  |
| Sabadell         | 1-0  | 2-0  | 1-2  | 2-1  | 1-0  | –––– |

#### Statistiche

##### Classifica in divenire
|                  | 35ª | 36ª | 37ª | 38ª | 39ª | 40ª | 41ª | 42ª | 43ª | 44ª |
|                  |     |     |     |     |     |     |     |     |     |     |
| ---------------- | --- | --- | --- | --- | --- | --- | --- | --- | --- | --- |
| Athletic Bilbao  | 31  | 33  | 33  | 34  | 36  | 38  | 38  | 39  | 39  | 41  |
| Cadice           | 24  | 24  | 24  | 26  | 26  | 26  | 26  | 28  | 28  | 29  |
| Las Palmas       | 29  | 31  | 33  | 34  | 34  | 35  | 37  | 39  | 41  | 41  |
| Osasuna          | 31  | 33  | 34  | 35  | 36  | 36  | 36  | 38  | 38  | 40  |
| Racing Santander | 30  | 30  | 30  | 30  | 31  | 31  | 33  | 33  | 35  | 35  |
| Sabadell         | 25  | 27  | 28  | 30  | 32  | 34  | 35  | 35  | 37  | 38  |

#### Play-out
|                  | Risultati     |                  | Data                      |
| ---------------- | ------------- | ---------------- | ------------------------- |
| Racing Santander | 1-1 (4-3 dtr) | Cadice           | Santander, 24 giugno 1987 |
| Cadice           | 1-1 (4-3 dtr) | Osasuna          | Cadice, 28 giugno 1987    |
| Osasuna          | 2-0           | Racing Santander | pamplona, 30 giugno 1987  |
|                  |               |                  |                           |

## Statistiche

### Squadre

#### Capoliste solitarie
|    | ——  | —— | —— | —— | ——  | ——         | ——         | ——         | ——  | ——  | ——  | ——         | ——         | ——         | ——         | ——         | ——         | ——         | ——         | ——         | ——         | ——         | ——         | ——         | ——         | ——         | ——         | ——         | ——          | ——          | ——          | ——          | ——          | ——          | ——          | ——          | ——          | ——          | ——          | ——          | ——          | ——          | ——          | —— |  |
|    | Bet |    |    |    | RMa | Barcellona | Barcellona | Barcellona |     | Bar |     | Barcellona | Barcellona | Barcellona | Barcellona | Barcellona | Barcellona | Barcellona | Barcellona | Barcellona | Barcellona | Barcellona | Barcellona | Barcellona | Barcellona | Barcellona | Barcellona | Barcellona | Real Madrid | Real Madrid | Real Madrid | Real Madrid | Real Madrid | Real Madrid | Real Madrid | Real Madrid | Real Madrid | Real Madrid | Real Madrid | Real Madrid | Real Madrid | Real Madrid | Real Madrid |    |  |
|    |     |    |    |    |     |            |            |            |     |     |     |            |            |            |            |            |            |            |            |            |            |            |            |            |            |            |            |            |             |             |             |             |             |             |             |             |             |             |             |             |             |             |             |    |  |
|    |     |    |    |    |     |            |            |            |     |     |     |            |            |            |            |            |            |            |            |            |            |            |            |            |            |            |            |            |             |             |             |             |             |             |             |             |             |             |             |             |             |             |             |    |  |
| 1ª | 2ª  | 3ª | 4ª | 5ª | 6ª  | 7ª         | 8ª         | 9ª         | 10ª | 11ª | 12ª | 13ª        | 14ª        | 15ª        | 16ª        | 17ª        | 18ª        | 19ª        | 20ª        | 21ª        | 22ª        | 23ª        | 24ª        | 25ª        | 26ª        | 27ª        | 28ª        | 29ª        | 30ª         | 31ª         | 32ª         | 33ª         | 34ª         | 35ª         | 36ª         | 37ª         | 38ª         | 39ª         | 40ª         | 41ª         | 42ª         | 43ª         | 44ª         |    |  |

#### Primati stagionali
- Maggior numero di vittorie: Real Madrid (27)
- Minor numero di sconfitte: Real Madrid, Barcellona (5)
- Miglior attacco: Real Madrid (84)
- Miglior difesa: Barcellona (29)
- Miglior differenza reti: Real Madrid (+47)
- Maggior numero di pareggi: Barcellona (15)
- Minor numero di pareggi: Real Murcia (7)
- Maggior numero di sconfitte: Cadice (25)
- Minor numero di vittorie: Cadice (10)
- Peggior attacco: Cadice (31)
- Peggior difesa: Las Palmas (57)
- Peggior differenza reti: Cadice (-28)

### Individuali

#### Classifica marcatori
Fonte:
| Gol |  |  | Giocatore              | Squadra         |
| --- |  |  | ---------------------- | --------------- |
| 34  |  |  | Hugo Sánchez           | Real Madrid     |
| 20  |  |  | Gary Lineker           | Barcellona      |
| 19  |  |  | Enrique Magdaleno      | Maiorca         |
| 18  |  |  | Gabriel Calderón       | Betis           |
| 17  |  |  | Poli Rincón            | Betis           |
| 17  |  |  | Pichi Alonso           | Español         |
| 17  |  |  | Jorge Contreras        | Las Palmas      |
| 16  |  |  | Ramón Vázquez          | Siviglia        |
| 15  |  |  | Julio Salinas          | Atlético Madrid |
| 13  |  |  | Michel Pineda          | Español         |
| 13  |  |  | Andrés Felipe González | Las Palmas      |
| 12  |  |  | Manolo                 | Real Murcia     |
| 12  |  |  | Miguel Ángel Alonso    | Sabadell        |
| 12  |  |  | Cholo                  | Siviglia        |
| 12  |  |  | Luis Felipe Flores     | Sporting Gijón  |